# Stärkenitrate
Stärkenitrate sind Derivate der Stärke, die zu den Stärkeestern – genauer zu den Salpetersäureestern – gehören.

## Herstellung
Stärkenitrate werden durch Umsetzung von Stärke mit konzentrierter Schwefelsäure (H2SO4) und Salpetersäure (HNO3) in einer polymeranalogen Reaktion hergestellt. Da bei dieser Reaktion nicht alle Hydroxygruppen reagieren, entstehen Gemische mit unterschiedlich hohem Substitutionsgrad. Auch der Substitutionsgrad der einzelnen Stärkebausteine innerhalb eines Polymers kann unterschiedlich hoch ausfallen.

## Anwendung
Sie haben ähnliche Eigenschaften wie Cellulosenitrate, aber eine weit geringere technische und wirtschaftliche Bedeutung.